# 厄尼·克莱门茨
厄尼·克莱门茨（英語：Ernie Clements，1922年2月28日—2006年2月3日），英国前男子自行车运动员。他曾代表英国参加1948年夏季奥林匹克运动会自行车比赛，获得男子团体公路赛银牌。